# Odlanier Solís
Pour les articles homonymes, voir Solis.
Odlanier Solis Fonte est un boxeur cubain né le 5 avril 1980 à La Havane.

## Carrière amateur
Solis a notamment remporté la médaille d'or aux Jeux olympiques d'été de 2004 dans la catégorie poids lourds.
Il est également triple champion du monde amateur en 2001 (après des succès contre Sultan Ibragimov et David Haye), en 2003 (poids lourds) et en 2005 (poids super-lourds).
Son palmarès amateur est de 227 victoires contre 14 défaites avec deux victoires contre Félix Savón.

## Carrière professionnelle
Alors que Cuba ne reconnait que le statut amateur, il quitte le pays en décembre 2006 avec ses compatriotes Yan Barthelemi et Yuriorkis Gamboa et signe un contrat avec Arena Box Promotion.
Solis ne rate pas ses débuts professionnels à Hambourg puisqu'il ne lui faut que 47s au premier round pour mettre Andreas Sidon (32-8, 26 K.O) hors de combat. Il n'a également besoin que de 43 s pour mettre hors combat l'ukrainien Alex Mazikin (10-1) et guère plus pour battre Aldo Colliander (12-1).
En 2009, Solis s'impose avant la limite face à Kevin Burnett, Dominique Alexander et Monte Barrett le 10 octobre au Madison Square Garden de New York. Le 20 mars 2010, il bat Carl Davis Drumond par abandon à la fin du 3e round puis devient challengeur officiel au titre WBC après sa victoire par disqualification au 10e round contre Ray Austin.
Le 19 mars 2011, Solis affronte donc le champion WBC Vitali Klitschko mais dans les derniers instants du premier round, il se blesse à la jambe et ne peut poursuivre le combat lorsqu'il est compté par l'arbitre après être tombé à terre sur un coup davantage esquivé qu'encaissé. Le cubain subit à cette occasion sa première défaite dans les rangs professionnels. Il fait son retour à la compétition le 19 mai 2012 et malgré avoir pris plus de 10 kg durant son année de convalescence, il s'impose aux points contre Konstantin Airich et s'empare pour l'occasion de la ceinture IBF inter-continental. Il conserve ensuite cette ceinture le 27 juillet 2013 en s'imposant au 7e round contre Yakup Saglam avant d'être battu aux points par l'américain de 42 ans Tony Thompson.